# Trzy Gwiazdy
Trzy Gwiazdy (Inez, Księżyc, Sas odmienny) − polski herb szlachecki, używany głównie przez rodziny z terenu Pomorza (Kaszuby). Według Przemysława Pragerta jest to herb identyczny z herbem Księżyc, ale według Tadeusza Gajla, herby te różnią się drobnym szczegółem rysunku (w herbie Księżyc gwiazdy są w układzie 1 i 2, tutaj w pas). Pragert uważa ponadto, że Trzy Gwiazdy to odmiana herbu Sas.

## Opis herbu
Opis z wykorzystaniem zasad blazonowania, zaproponowanych przez Alfreda Znamierowskiego:
W polu błękitnym półksiężyc złoty, nad którym trzy gwiazdy w pas. Klejnot: trzy pióra strusie. Labry błękitne podbite złotem.

## Najwcześniejsze wzmianki
Herb wymieniany przez Ostrowskiego (Księga herbowa rodów polskich, jako Sas albo Księżyc), Chrząńskiego (Tablice odmian herbowych) i Emiliana Szeligę-Żernickiego (Der Polnische Adel i Die Polnischen Stammwappen).

## Herbowni
Rodziny kaszubskie: Brodzki, Buchon (Buchan), z przydomkiem Gliszczyński, Chamier z przydomkami Ciemiński i Gliszczyński, Jutrzenka (Genderzika), Lipiński, Milwiński, Miszewski, Mroczek (Mrozek) z przydomkami Gliszczyński i Trzebiatowski, Mściszewski, Prądzyński (Prondzyński), Rekowski, Słuszewski, Studzieński.
Był to prawdopodobnie pierwotny herb rodu Chamierów-Ciemińskich, który następnie przekształcił się w herb Chamier. Pośrednim etapem w tym procesie wydaje się być herb Chamier II.
Przemysław Pragert wymienia też, za Emilianem Szeligą-Żernickim, rodzinę tego herbu o nazwisku Cisowski (pierwotnie Cisa). Zapiska u Żernickiego mówi jednak o herbie Księżyc, a nazwę taką stosowano do wielu herbów. Mogło tu m.in. chodzić o herb Księżyc albo Trzy Gwiazdy.
Rodzinami kaszubskimi wymienianymi przez Gajla przy herbie Trzy Gwiazdy są także: Brychta, Dąbrowski, Kistowski, Machowski, Podjaski, Polpanke, Żmuda (Smuda), Wnuk, ale Przemysław Pragert przypisuje im inne herby.
Rodziny niekaszubskie albo nieznanego pochodzenia:
Cholewiński, Dobrowolski, Dornatus, Eichholtz, Gustkowski, Ines de Leon, Ingielewicz, Ingiełowicz, Jabłonowski, Juszczakiewicz, Kiwalski, Kruk, Lanik, Madricki, Malaff, Mszanecki, Nawrocki, Olechowski, Pluta, Pluto, Pomorski, Rodkiewicz, Słuczanowski, Styp, Sulerzycki, Szyc, Wantuch, Wańtoch, Wrześniewski.
Rodzina Ines de Leon jest według Uruskiego pochodzenia portugalskiego.